# دستکش بلند
دستکش بلند (به انگلیسی: Into the Gauntlet) جلد دهم مجموعه ۳۹ سرنخ اثر مارگارت پترسون هدیکس است.

## داستان
دن و امی کاهیل آخرین سال های زندگی ویلیام شکسپیر رو دنبال می کنند.همچنین به دنبال آخرین سرنخ نیز هستند...